# Stack Pierce
Stack Pierce (15 juni 1933 - 1 maart 2016) was een Amerikaanse acteur en toneelregisseur.

## Biografie
Pierce was voordat hij acteur werd professioneel honkbalspeler geweest voor een periode van zes jaar, hij speelde eerst voor de Cleveland Indians en later voor de Milwaukee Brewers.
Pierce was in 1970 begonnen met acteren in televisieserie Arnie. Hierna had hij nog meer dan 100 rollen gespeeld in televisieseries en films zoals WarGames (1983), Hill Street Blues (1983-1987), I Saw What You Did (1988) en Knots Landing (1983-1991).
Pierce stopte met acteren in 2005, en vanaf 2002 was hij werkzaam als toneelregisseur.

## Filmografie

### Films
Selectie:
- 1988 I Saw What You Did – als politieagent
- 1983 WarGames – als vlieger

### Televisieseries
Uitgezonderd eenmalige gastrollen.
- 1983 – 1991 Knots Landing – als politieagent – 3 afl.
- 1985 Berrenger's – als rechercheur Schmidt – 2 afl.
- 1983 Hill Street Blues – als Banks – 2 afl.
- 1984 V: The Final Battle – als kapitein van bezoekers - 3 afl.
- 1983 V – als kapitein van bezoekers - 2 afl.
- 1979 Scooby-Doo and Scrappy-Doo – als diverse stemmen – ? afl. (animatieserie)
- 1972 – 1975 Cannon – als Scooter Hmalin – 2 afl.
- 1975 Marcus Welby, M.D. – als Albert Johnnson – 2 afl.